# Ogi Kota
Ogi Kota (荻 晃太 Ogi Kota, sinh ngày 5 tháng 5 năm 1983 ở Mino, Gifu) là một cầu thủ bóng đá người Nhật Bản hiện tại thi đấu cho Vissel Kobe.

## Thống kê sự nghiệp câu lạc bộ
Cập nhật đến ngày 23 tháng 2 năm 2017.
| Thành tích câu lạc bộ | Thành tích câu lạc bộ | Thành tích câu lạc bộ | Giải vô địch | Giải vô địch | Cúp                   | Cúp                   | Cúp Liên đoàn | Cúp Liên đoàn | Tổng cộng | Tổng cộng |
| Mùa giải              | Câu lạc bộ            | Giải vô địch          | Số trận      | Bàn thắng    | Số trận               | Bàn thắng             | Số trận       | Bàn thắng     | Số trận   | Bàn thắng |
| Nhật Bản              | Nhật Bản              | Nhật Bản              | Giải vô địch | Giải vô địch | Cúp Hoàng đế Nhật Bản | Cúp Hoàng đế Nhật Bản | J. League Cup | J. League Cup | Tổng cộng | Tổng cộng |
| --------------------- | --------------------- | --------------------- | ------------ | ------------ | --------------------- | --------------------- | ------------- | ------------- | --------- | --------- |
| 2002                  | Vissel Kobe           | J1 League             | 0            | 0            | 1                     | 0                     | 0             | 0             | 1         | 0         |
| 2003                  | Vissel Kobe           | J1 League             | 0            | 0            | 0                     | 0                     | 0             | 0             | 0         | 0         |
| 2004                  | Vissel Kobe           | J1 League             | 0            | 0            | 0                     | 0                     | 0             | 0             | 0         | 0         |
| 2005                  | Vissel Kobe           | J1 League             | 1            | 0            | 0                     | 0                     | 0             | 0             | 1         | 0         |
| 2006                  | Vissel Kobe           | J2 League             | 45           | 0            | 0                     | 0                     | -             | -             | 45        | 0         |
| 2007                  | Vissel Kobe           | J1 League             | 0            | 0            | 0                     | 0                     | 1             | 0             | 1         | 0         |
| 2007                  | Omiya Ardija          | J1 League             | 0            | 0            | 1                     | 0                     | 0             | 0             | 1         | 0         |
| 2008                  | FC Tokyo              | J1 League             | 0            | 0            | 0                     | 0                     | 1             | 0             | 1         | 0         |
| 2009                  | Ventforet Kofu        | J2 League             | 44           | 0            | 0                     | 0                     | -             | -             | 44        | 0         |
| 2010                  | Ventforet Kofu        | J2 League             | 28           | 0            | 0                     | 0                     | -             | -             | 28        | 0         |
| 2011                  | Ventforet Kofu        | J1 League             | 23           | 0            | 1                     | 0                     | 1             | 0             | 25        | 0         |
| 2012                  | Ventforet Kofu        | J2 League             | 42           | 0            | 0                     | 0                     | -             | -             | 42        | 0         |
| 2013                  | Ventforet Kofu        | J1 League             | 17           | 0            | 2                     | 0                     | 2             | 0             | 21        | 0         |
| 2014                  | Ventforet Kofu        | J1 League             | 23           | 0            | 2                     | 0                     | 4             | 0             | 29        | 0         |
| 2015                  | Ventforet Kofu        | J1 League             | 11           | 0            | 1                     | 0                     | 4             | 0             | 16        | 0         |
| 2016                  | Nagoya Grampus        | J1 League             | 0            | 0            | 0                     | 0                     | 1             | 0             | 1         | 0         |
| Tổng                  | Tổng                  | Tổng                  | 234          | 0            | 8                     | 0                     | 14            | 0             | 256       | 0         |